# District de la capitale (Venezuela)
Ne doit pas être confondu avec District capital de Bogota.
Le district de la capitale, anciennement district fédéral, est la région de Caracas, la capitale du Venezuela, placée au même rang qu'un État. Elle contient une municipalité, Libertador, dont Caracas est la capitale. Depuis les réformes constitutionnelles de 1999, son appellation en espagnol est Distrito Capital.